# Friedrich Falch
Friedrich Falch (* 28. Juni 1918 in Lengau; † 12. März 2002) war ein österreichischer Landwirt und Politiker (ÖVP). Von 1961 bis 1979 war er Abgeordneter zum Oberösterreichischen Landtag.

## Leben
Friedrich Lengau besuchte die Volksschule und arbeitete anschließend am elterlichen Bauernhof in Friedburg. 1938 wurde er zum Reichsarbeitsdienst eingezogen; im Zweiten Weltkrieg leistete er von 1939 bis 1942 sowie 1945 Kriegsdienst in Polen, Frankreich und Russland. Von 1955 bis 1965 war Falch Kammerrat in der Landwirtschaftskammer Oberösterreich; zudem war er Mitglied des Bezirksschulausschusses und der Grundverkehrskommission.
Falch war seit 1943 verheiratet; der Ehe mit seiner Frau Maria entstammten sieben Kinder.

## Politik
Schon Falchs Vater war für die Christlichsoziale Partei politisch tätig gewesen; Friedrich Falch folgte ihm nach dem Krieg nach. Von 1948 bis 1949 und von 1953 bis 1961 war er Bürgermeister der Gemeinde Lengau, zudem war er von 1949 bis 1953 und von 1961 bis 1967 Vizebürgermeister.
Für die ÖVP saß Falch von 1961 bis 1979 drei Legislaturperioden lang im Oberösterreichischen Landtag, wo er sich vor allem mit Fragen der Landwirtschaft beschäftigte. Daneben war er Mitglied im Landesausschuss des Oberösterreichischen Bauernbundes.

## Auszeichnungen
- 1975: Goldenes Ehrenzeichen des Landes Oberösterreich
- 1977: Ehrenbürger von Lengau
- 1981: Großes Silbernes Ehrenzeichen für Verdienste um die Republik Österreich